# Sam Klassen
Samuel „Sam“ Klassen (* 1. Januar 1989 in Watrous, Saskatchewan) ist ein ehemaliger deutsch-kanadischer Eishockeyspieler, der im Verlauf seiner aktiven Karriere zwischen 2006 und 2018 unter anderem 149 Spiele für die Hamburg Freezers und Straubing Tigers in der Deutschen Eishockey Liga (DEL) auf der Position des Verteidigers bestritten hat. Darüber hinaus absolvierte Klassen annähernd 140 weitere Partien in der American Hockey League (AHL). 

## Karriere
Klassen spielte zu Beginn seiner Karriere ab dem Sommer 2006 zunächst bei den Humboldt Broncos in der Saskatchewan Junior Hockey League (SJHL), der Juniorenliga seiner Heimatprovinz. Noch während der Saison 2006/07 wechselte der Verteidiger zu den Saskatoon Blades in die Western Hockey League (WHL).
Nach drei weiteren Spielzeiten in Saskatoon wurde der Kanadier im Sommer 2009 als Free Agent von den New York Rangers aus der National Hockey League (NHL) verpflichtet, die ihn jedoch in ihr Farmteam aus der American Hockey League (AHL), dem Hartford Wolf Pack, abgaben. Von dort aus wurde Klassen im Vorfeld der Saison 2010/11 zunächst bei den Greenville Road Warriors in die ECHL und später bei den umbenannten Connecticut Whale eingesetzt. In der Saison 2013/14 erfolgte zunächst eine Leihe zurück nach Hartford und später zu den Portland Pirates. 
Im Sommer 2014 wurde der Verteidiger von den Hamburg Freezers aus der Deutschen Eishockey Liga (DEL) für ein Jahr unter Vertrag genommen. Da Klassen neben der kanadischen auch die deutsche Staatsangehörigkeit besaß, fiel er im deutschen Eishockey-Oberhaus nicht unter das Ausländerkontingent. Im Anschluss an die Saison 2015/16 lehnte er einen neuen Vertrag in Hamburg ab, legte eine Eishockey-Pause ein und arbeitete in seiner kanadischen Heimat auf dem Bauernhof seines Vaters. Am 31. März 2017 wurde der vereinslose Klassen von den Straubing Tigers für ein Jahr unter Vertrag genommen. Anschließend zog sich der 29-Jährige endgültig aus dem Profisport zurück.

## Karrierestatistik

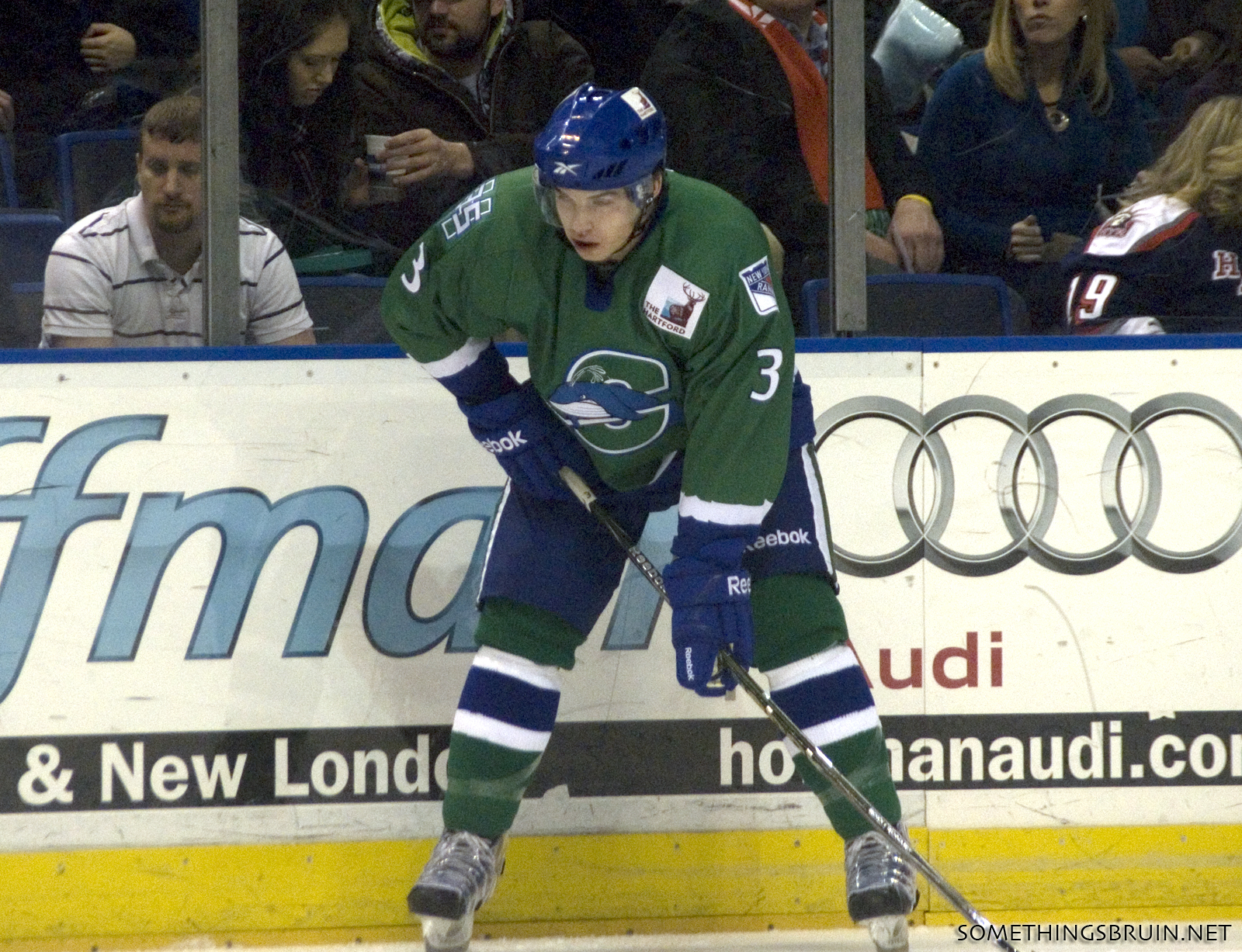
Klassen im Trikot der Connecticut Whale (2011)

(Legende zur Spielerstatistik: Sp oder GP = absolvierte Spiele; T oder G = erzielte Tore; V oder A = erzielte Assists; Pkt oder Pts = erzielte Scorerpunkte; SM oder PIM = erhaltene Strafminuten; +/− = Plus/Minus-Bilanz; PP = erzielte Überzahltore; SH = erzielte Unterzahltore; GW = erzielte Siegtore; 1 Play-downs/Relegation; Kursiv: Statistik nicht vollständig)